# Тіндалізація
Тіндалізація — спосіб стерилізації, запропонований Джоном Тіндалем. Він полягає в багаторазовому нагріванні рідин (як правило, протягом 1 години) від трьох до п'яти разів з проміжками в 24 год. За цей час спори бактерій, що вижили при 100 ° С, проростають, і іхні вегетативні клітини гинуть при подальшому нагріванні.
Застосовують при стерилізації лікарських препаратів, а також для так званого гарячого консервування харчових продуктів в спеціальних апаратах з терморегуляторами.